# Anna Mazzucato
Pour les articles homonymes, voir Mazzucato.
Anna Laura Mazzucato est une mathématicienne italo-américaine, professeure de mathématiques à l'université d'État de Pennsylvanie. Ses recherches mathématiques portent sur l'analyse fonctionnelle, les espaces fonctionnels, les équations aux dérivées partielles et leurs applications en mécanique des fluides et en élasticité.  

## Formation et carrière
Anna Mazzucato a obtenu une maîtrise en physique en 1994 à l'université de Milan, avec une thèse sur la théorie topologique des champs quantiques sous la direction de Paolo Cotta-Ramusino (en),. Elle se réoriente en mathématiques pour ses études doctorales, suivant en cela les conseils de Cotta-Ramusino.  
Elle poursuit ses études à l'université de Caroline du Nord à Chapel Hill, envisageant initialement de travailler en cohomologie quantique mais elle est passée à l'analyse fonctionnelle avec Michael E. Taylor (en) comme conseiller doctoral. Dans sa thèse intitulée Analysis of the Navier-Stokes and Other Nonlinear Evolution Equations with Initial Data in Besov-Type Spaces,, elle étudie les équations de Navier-Stokes et d'autres équations différentielles partielles non linéaires.  
Après des recherches postdoctorales au Mathematical Sciences Research Institute pour lesquelles elle bénéficie d'une bourse Liftoff de l'Institut de mathématiques Clay) et de l'Institute for Mathematics and its Applications, elle est Gibbs Instructor à l'université Yale. Elle est nommée professeure adjointe à l'université d'État de Pennsylvanie en 2003,, puis elle y est promue professeure titulaire en 2013.

## Prix et distinctions
Mazzucato remporte le prix commémoratif Ruth I. Michler de l'Association for Women in Mathematics pour 2011-2012, qu'elle a utilisé pour financer un séjour de recherche à l'université Cornell et est invitée, dans ce cadre, à prononcer en mars 2012 une conférence Michler intitulée « The Analysis of Incompressible Fluids at High Reynolds Numbers ».